# كربشتلي باغي (جرغلان)
کربشتلي باغي (بالفارسية: کرپشتلی باغی) هي قرية تقع في إيران في قسم جرغلان الريفي. يقدر عدد سكانها بـ 862 نسمة بحسب إحصاء 2016.